# Червоноіванівка
Червоноіва́нівка — село в Україні, у Кам'янському районі Дніпропетровської області. Входить до складу Криничанської селищної громади.
Колишній орган місцевого самоврядування — Червоноіванівська сільська рада. Населення — 858 мешканців.

## Географія
Село Червоноіванівка знаходиться в центральній частині області за 20 кілометрів на південний захід від Кам'янського на одному з витоків річки Базавлук, нижче за течією на відстані 2,5 км розташоване село Коробчине. Поряд з селом протікає один з витоків річки Базавлук. Межує з селом Кам'янчани.

## Історія
В історичних документах Червоноіванівка вперше згадується 1830 року. Засновником села був поміщик Іван Максимов, у 1860 році селом володіли його нащадки Андрій та Михайло Максимови.
За даними на 1859 рік у власницькому селі Семенівської волості Верхньодніпровського повіту Катеринославської губернії мешкало 212 осіб (107  чоловічої статі та 105 — жіночої), налічувалось 26 дворових господарств.
1908 року населення зросло до 441 особи (221 чоловіків та 220 жінок), налічувалось 56 дворових господарств.
У 1927 році в селі було організовано СОЗ "Червоноіванівський", що у 1930 р. було перетворено на колгосп ім. Молотова.
У 1929 р. в  селах Червоноіванівка та Коробчине спалахнуло антиколгоспне повстання.  Жінки  стали розбирати відібрані в селян сільгоспінвентар  та худобу. З Верхньодніпровська  було направлено кавалерійський загін з 30 вершників, що розігнав заколотниць, побивши їх тупим боком шашок.
Навесні 1930 року  хвилювання в селі продовжились, про що свідчить документ ОДПУ: "село Червоно - Іванівка. Настрій селянства Червоно - Іванівки та Коробчино був найкращий 12 -- 12 ІІІ., а тепер почалось хвилювання та організовані виступи на сільську раду з вигуками: " віддайте коней, віддайте посівматеріал". Головна труднощ  передбачається при отводі індивідуального наділу." 
За спогадами старожила села Івана Дмитровича Лисиці жертвами Голодомору в Червоноіванівці стали близько 40 осіб, переважно старі та діти. 
В часи радянської влади місце розташування центральної садиби колгоспу «Україна».

## Сьогодення
У селі діють загальноосвітня школа, дитячий садок, лікарська амбулаторія, будинок культури, бібліотека, музей села. Працюють декілька селянських фермерських господарств.

## Населення

### Мова
Розподіл населення за рідною мовою за даними перепису 2001 року:
| Мова            | Відсоток |
| --------------- | -------- |
| українська      | 91,6 %   |
| російська       | 6,9 %    |
| інші/не вказали | 1,5 %    |